# القضيمة
القضيمة بلدة وميناء على ساحل البحر الأحمر، تتبع محافظة رابغ في منطقة مكة المكرمة بالسعودية. تقع شمال مدينة جدة بمسافة (90) كم، وجنوب مدينة رابغ بمسافة (40)كم.